# Арцтовский (антарктическая станция)
По́льская антаркти́ческая ста́нция им. Ге́нриха Арцто́вского (пол. Polska Stacja Antarktyczna im. Henryka Arctowskiego, кратко Арцтовский, англ. Arctowski) — польская круглогодичная антарктическая станция, расположенная в заливе Адмиралтейства на острове Короля Георга в архипелаге Южных Шетландских островов. Открыта 26 февраля 1977 года. Была названа в честь Генриха Арцтовского, исследователя Антарктики.

## История
В середине 1970-х годов польское правительство, в ситуации истощения существующих глубоководных рыбных промыслов, решило начать изучение вод, окружающих Антарктиду. В 1976 году учёные, работавшие на судах «Профессор Седлецкий» и «Тазар», констатировали существование на этих территориях богатых мест ловли рыбы и криля. Высоко оценивая необходимость продолжения биологических, климатологических, океанографические и других исследований, было решено отправить ещё одну экспедицию и создать в этом районе постоянную исследовательскую станцию. Круглогодичная станция была нужна, чтобы Польша могла быть участником договора об Антарктиде, что было в свою очередь условием использования водоёмов зоны конвергенции.
Организация научных исследований была поручена тогдашнему Институту экологии Польской академии наук, под управлением профессора Ромуальда Клековского.
После полугодовой подготовки, в ходе которой было спроектировано и изготовлено всё оборудование для станции, включая здания, в конце декабря 1976 года из Гдыни отплыл МТ «Dalmor», взявший большинство участников экспедиции, продукты питания и бытовую технику. В первые дни января 1977 года отправился второй корабль, MS «Забже», который взял около 3 тысяч тонн оборудования экспедиции, в том числе материалы для строительства станции, топливо и средства для их разгрузки. На нём находился руководитель экспедиции, Станислав Ракуса-Сущевский и научная группа.
Изначально планировалось строительство станции на небольшом острове Хаф-Мун (Полумесяц), который находился между островом Гринвич и островом Ливингстон, но оказалось, что он слишком мал для целей экспедиции. Бухта Янки на острове Гринвич тоже не подходила, так как вход в неё был слишком узкий для судов экспедиции. В конечном итоге было выбрано место на острове Короля Георга.
Первая группа, зимовавшая в Антарктике, насчитывала 19 человек.

## Положение

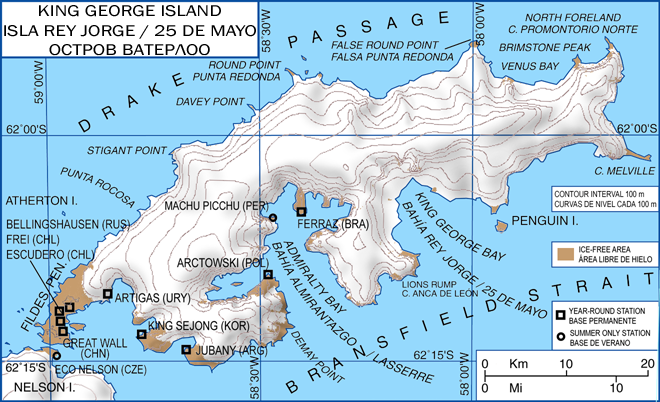
Карта острова Кинг-Джордж с местоположением полярных станций

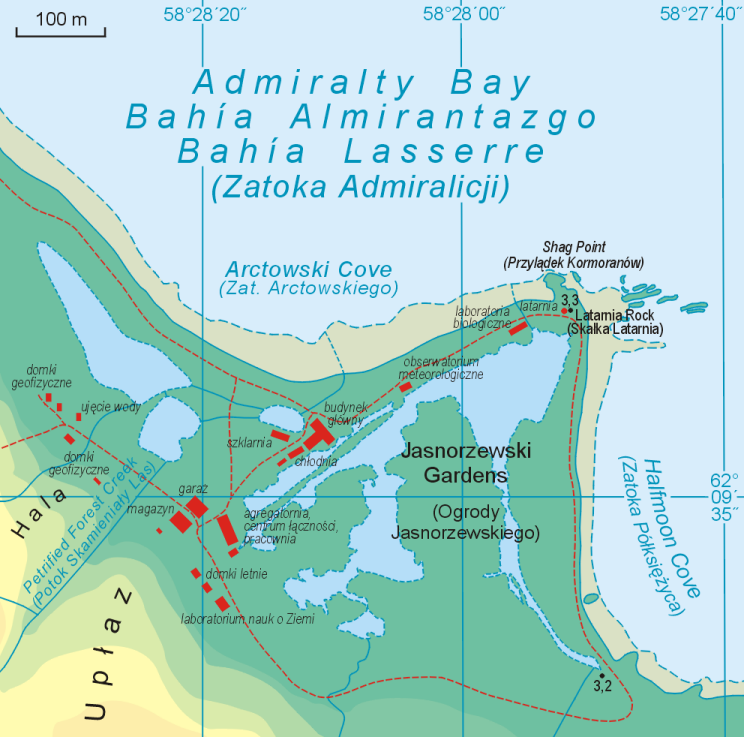
Карта станции Арцтовский

Станция находится на расстоянии нескольких десятков-сотен метров от берегов двух внутренних заливов, входящих в состав залива Адмиралтейства — залива Арцтовского и залива Полумесяца, разделённых друг от друга выдвинутым в море полуостровом и группой островов, называемой мысом Бакланов и частично соединяющихся с основным массивом суши во время отлива. На этом полуострове находится центр туристической информации и маяк «Арцтовский». Станцию поместили на зандре, а сами здания расположены на галечном пляже, на высоте около 1,5 метров над уровнем моря.
На юг от станции простирается заболоченный луг Сады Ясножевского с многочисленными озерцами, дренируемыми ручьём Безымянным, а за ним скалистый массив Пингвиний. К западу и северо-западу от станции поднимаются свободные от ледника высокие скалы, в том числе Кшесаница и обрыв Поморников (Скуа), а также скальный выступ Амвон. С расположенного на запад от Кшесаницы хребта Панорама к станции спускается ручей Обсерваторный. От обрыва Скуа и лежащего за ним пика Крокев течёт ручей Окаменелый Лес.
Непосредственно со станцией с юга граничит Особо охраняемая территория Антарктики (ASPA) № 128 «Западный берег Залива Адмиралтейства».

## Общие сведения
Станция состоит из 14 зданий, расположенных между заливами Арцтовского и Полумесяца и обрывом Поморников (Скуа). Станция управляется Департаментом антарктической биологии (в настоящее время он является подразделением Института биохимии и биофизики Польской академии наук, до 2012 года был отдельным учреждением ПАН) и проводит исследования в таких областях, как океанография, геология, геоморфология, гляциология, метеорология, климатология, сейсмология, магнетизм и экология. Расходы на содержание учреждения, которые в 2010 году составили 2,5 млн злотых, берёт на себя Министерство науки и высшего образования Польши.